# 埃沃 (罗讷省)
埃沃（法語：Éveux，法語發音：[evø] ⓘ）是法国罗讷省的一个市镇，属于索恩河畔自由城区。

## 地理
埃沃（45°49'35"N, 4°37'23"E）面积3.32 平方千米，位于法国奥弗涅-罗讷-阿尔卑斯大区罗讷省，该省份为法国中东部省份，北起顺时针与索恩-卢瓦尔省、安省、里昂大都会、伊泽尔省和卢瓦尔省接壤。
与埃沃接壤的市镇（或旧市镇、城区）包括：桑贝勒、苏尔雪莱米讷、拉尔布雷勒、朗蒂伊。

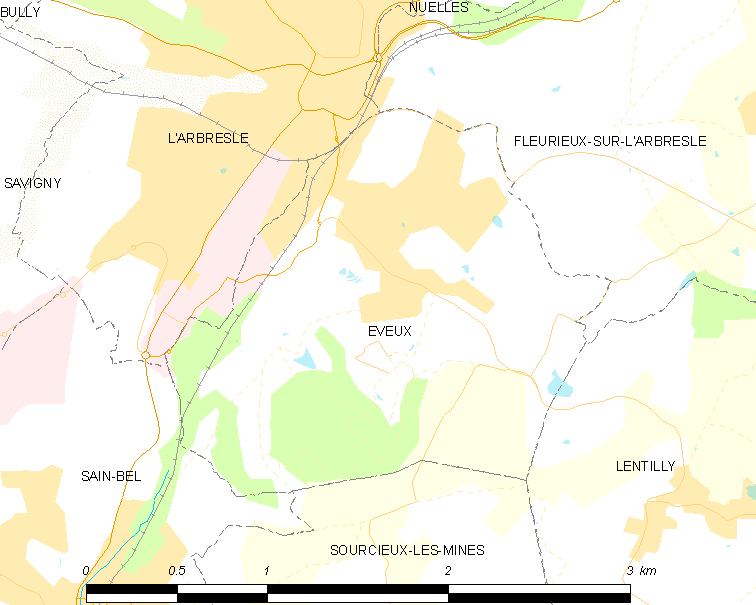
的OSM定位图

埃沃的时区为UTC+01:00、UTC+02:00（夏令时）。

## 行政
埃沃的邮政编码为69210，INSEE市镇编码为69083。

## 政治
埃沃所属的省级选区为拉尔布雷勒县。

## 人口

1962-2008年间人口变化图示

埃沃于2022年1月1日时的人口数量为1169人。